# Assetto Corsa Competizione
Assetto Corsa Competizione (en català: posada a punt, competició) és un simulador de curses de cotxes GT3 desenvolupat per Kunos Simulazioni. Té la llicència oficial de la SRO per a les GT World Challenge, abans anomenades Blancpain GT Series. L'Assetto Corsa Competizione, o també anomenat ACC, tot i que és posterior a Assetto Corsa, no és la seva continuació i no s'ha de confondre amb ell, joc també de Kunos Simulazioni, però més destinat a competir amb grans franquícies com Forza Motorsport o Gran Turismo.
Kunos Simulazioni va anunciar el joc per a PC el 21 de febrer de 2019 i es va posar a la venda el 29 de maig de 2019. Més tard, a l'11 de març de 2020, 505 Games i Kunos Simulazioni van anunciar les seves versions per a les consoles Xbox One i PlayStation 4. Es van fer efectives el 23 de juny de 2020.
A la Gamescom 2021, Kunos va anunciar la nova versió per a les consoles Xbox Series S/X i PlayStation 5. Estaran disponibles al febrer de 2022 i s'adopten els 60fps i un 4K dinàmic com a novetats.

## Desenvolupament
En un principi Kunos volia utilitzar el mateix motor gràfic utilitzat a Assetto Corsa i creat per ells, però finalment es van decantar per l'Unreal Engine ja que els donava la possibilitat de fer curses nocturnes i condicions climàtiques realistes.
Compten amb telemetries dels equips de la GT World Challenge per tal d'aconseguir una simulació molt realista i els circuits s'han analitzat amb tècniques làser per reproduir amb exactitud totes les característiques i irregularitats.

## Contingut addicional (DLC)
Després del seu llançament, el joc ha anat rebent diverses actualitzacions de contingut en forma de DLC. Entre elles es troben:
1. GT4 Pack: inclou una nova categoria de la mateixa organitzadora (SRO), la GT4. Cotxes més lents que els GT3 però més fàcils de conduir degut a la seva naturalesa més similar a la del cotxe de carrer.
2. International GT Pack: aquest paquet inclou circuits internacionals com Kyalami, Laguna Seca, Suzuka o Mount Panorama.
3. GT World Challenge 2020: aquest paquet inclou Imola i els dos models EVO de Ferrari i Mercedes-AMG.
4. British GT Pack: inclou tres circuits britànics com Oulton Park, Donington Park i Snetterton.
5. Challengers GT Pack: inclou cinc nous vehicles, com l'Audi R8 LMS GT3 evo II, cotxe que va pilotar Valentino Rossi a la temporada 2022. Aquest paquet també inclou quatre cotxes de carreres, que formen part de sèries en solitari i que es deixen veure en les graelles d'algunes de les competicions de GT més importants del món.

## Simulació
Assetto Corsa Competizione esta considerat un simulador, i com a tal, té un grau de dificultat que fa aconsellable l'ús de perifèrics com són el volant i pedals.

## Comunitat
Assetto Corsa Competizione és multiplataforma, però les comunitats PC, Xbox i Playstation no poden ajuntar-se i competir entre elles, fet que fa tenir les comunitats més trossejades i distanciades entre si. Tot i això, el joc genera una legió de fans molt important que mantenen comunitats molt serioses dedicades a muntar i gestionar campionats.